# Bursa Malaysia
Bursa Malaysia – giełda papierów wartościowych w Malezji; zlokalizowana w stolicy kraju – Kuala Lumpur. Powstała w 1964 roku.